# Dušan Macuška
Dušan Macuška (* 26. května 1957) je slovenský advokát, bývalý politik, po sametové revoluci československý poslanec Sněmovny lidu Federálního shromáždění za Verejnosť proti násiliu, v 90. letech poslanec Národní rady SR za Hnutí za demokratické Slovensko. Počátkem 21. století člen Hnutí za demokracii.

## Biografie
V roce 1989 se v regionu Lučence podílel na vzniku hnutí Verejnosť proti násiliu. Profesně je k roku 1990 uváděn jako advokát.
V lednu 1990 nastoupil jako bezpartijní poslanec (respektive za hnutí Verejnosť proti násiliu) v rámci procesu kooptací do Federálního shromáždění po sametové revoluci do Sněmovny lidu (volební obvod č. 169 - Lučenec, Středoslovenský kraj).
Později přešel do Hnutí za demokratické Slovensko, za které byl ve volbách roku 1994 zvolen do Národní rady Slovenské republiky. Zasedal zde do konce funkčního období, tedy do voleb roku 1998. Jako právník měl v parlamentu hájit zájmy HZDS v některých legislativních kauzách, ale poté, co některé z těchto kauz nevyšetřil podle představ předsedy strany Vladimíra Mečiara, ztratil své pozice v HZDS. Do voleb roku 1998 byl proto nasazen až na nevolitelné 63. místo kandidátky HZDS. Po volbách, které pro HZDS dopadly prohrou a sestavením široké koalice bez Vladimíra Mečiara, byl Macuška vyzván Vladimírem Mečiarem k rezignaci na post krajského předsedy HZDS v Banskobystrickém kraji. Zůstal ale po jistou dobu ještě předsedou organizace HZDS V Lučenci.
Ve volbách roku 2002 nekandidoval, ale podpořil veřejně i finančně formaci Hnutí za demokracii, kterou založil další bývalý člen HZDS Ivan Gašparovič, jenž podobně jako Macuška ztratil vliv po rozkolu s Vladimírem Mečiarem. Gašparoviče podporoval i v prezidentských volbách roku 2004, které Gašparovič vyhrál a stal se prezidentem Slovenska. Macuška tehdy patřil k hlavním funkcionářům HZD v Lučenci. Přímo politicky se už ale neangažoval. Podle informací z roku 2004 se věnoval podnikání a advokacii.